# Австралійська асоціація компаній звукозапису

Логотип

Австралійська асоціація компаній звукозапису (англ. Australian Recording Industry Association, ARIA)  — асоціація, що представляє інтереси звукозаписної індустрії Австралії.
Асоція була створена в 1983 шістьма головними звукозаписними компаніями: «EMI», «Festival», «CBS», «RCA», «WEA» та «Association of Australian Record Manufacturers (AARM)». ARIA спостерігає за колекціями, адміністраціями і розподілом ліценцій та гонорарів для музики. В асоціації є понад 100 учасників, включаючи маленькі лейбли, якими можуть керувати один-п'ять чоловік, організації середніх розмірів і дуже великі компанії з міжнародними філіями. ARIA керує рада директорів, до якої входять керівники звукозаписних компаній. На березень 2009 в раді директорів були: Ed St John, Denis Handlin, George Ash, Mark Poston, Sebastian Chase і David Vodica.

## Сертифікація альбомів
- 35,000 продаж: Золото
- 70,000 продаж: Платина

## ARIA Charts

### Сингли
- Top 50 Singles Chart
- Top 20 Dance Chart
- Top 20 Australian Chart
- Top 50 Club Chart
- Top 40 Digital Track Chart
- Top 50 Physical Singles Chart
- Top 40 Urban Singles Chart

### Альбоми
- Top 50 Albums Chart Haris
- Top 20 Country Chart Haris
- Top 20 Compilations Chart Haris
- Top 40 Urban Albums Chart Haris